# Насьйональ (Монтевідео)
«Насьйона́ль» (ісп. «Club Nacional de Football») — уругвайський футбольний клуб з Монтевідео. Заснований 14 травня 1899 року.

## Досягнення
- Чемпіон Уругваю (49): 1902, 1903, 1912, 1915, 1916, 1917, 1919, 1920, 1922, 1923, 1924, 1933, 1934, 1939, 1940, 1941, 1942, 1943, 1946, 1947, 1950, 1952, 1955, 1956, 1957, 1963, 1966, 1969, 1970, 1971, 1972, 1977, 1980, 1983, 1992, 1998, 2000, 2001, 2002, 2005, 2005-06, 2008-09, 2010-11, 2011-12, 2015, 2016, 2019, 2020, 2022
- Володар Суперкубка Уругваю (3): 2019, 2021, 2025
- Володар Копа Лібертадорес (3): 1971, 1980, 1988
- Володар Міжконтинентального кубка (3): 1971, 1980, 1988
- Переможець Рекопи Південної Америки (1): 1989